# كريس هاسمان
كريس هاسمان (بالإنجليزية: Chris Haseman؛ مواليد 2 يونيو 1969) هو مُقاتل فنون قتالية مختلطة أسترالي.

## وصلات خارجية
- كريس هاسمان على موقع يو إف سي (الإنجليزية)
- كريس هاسمان على موقع شيردوغ (الإنجليزية)
- كريس هاسمان على موقع Tapology.com (الإنجليزية)
- كريس هاسمان على موقع قاعدة بيانات المصارعة على الإنترنت (الإنجليزية)